# Gustave Pordea
Gustave-Augustin Pordea (ou Gustav Pordea), né le 3 février 1916 à Dej en Roumanie et mort le 12 août 2002 à Arcangues en France, est un diplomate et homme politique franco-roumain.

## Biographie
Né dans une famille noble de Transylvanie, il devient docteur en science politique. Il suit des études complémentaires à la London School of Economics and Political Science, et à l'Académie de droit international de La Haye. Il se spécialise en droit des gens et sociologie politique. 
Il intègre le ministère roumain des Affaires étrangères, et se voit nommé secrétaire d'ambassade aux Pays-Bas, puis, après la signature du traité de Paris de 1947, devient chargé d'Affaires en Belgique et aux Pays-Bas.
En 1948, il quitte la Roumanie communiste et s'exile en France en 1949. Il est plus tard naturalisé français. À Paris où il s'installe, il devient « ambassadeur » du gouvernement polonais en exil (gouvernement non reconnu internationalement à partir de 1945), et publie divers ouvrages sur les minorités d'Europe de l'Est. Il est membre titulaire de la société d'Histoire diplomatique de Paris (1949), de l'académie des sciences politiques de l'université Columbia de New York et de la société américaine de Droit international de Washington (1956). Il devient conseiller littéraire aux éditions Gallimard à Paris de 1973 à 1984, et directeur du centre international d'Études latines, à Paris de 1973 à 1974. Membre du comité de l'union mondiale des Intellectuels, à Paris en 1978, il est aussi membre de la Légion royale britannique, à Paris en 1979.
Chargé de mission de l'institut de Documentation et d'Études européennes (centre international de Recherches universitaires), à Bruxelles en 1979, il devient aussi membre de la faculté des Sciences sociales de la New School for Social Research, à l'université de New York de 1979 à 1980, et membre d'honneur du conseil académique de l'institut de Hautes Études économiques et sociales, à Bruxelles en 1980.
En 1984, Gustave Pordea rejoint le Front national, où il est placé quatrième sur la liste de ce parti pour les élections européennes de 1984. D'après Valérie Igounet, « son rang dans la liste s'explique avant tout par sa qualité de membre de l'Église de l'Unification et son amitié avec Olivier d'Ormesson. Gustave Pordea est choisi parce qu'il est soutenu financièrement par Causa internationale, la branche politique de la secte Moon ». Il est élu au Parlement européen, siégeant ainsi dans le Groupe des droites européennes de 1984 à 1989. Il intègre notamment la délégation pour les relations avec l'URSS.
Le Sunday Times publie un article affirmant que sa place de député européen au Front national lui aurait été attribuée par gratitude pour les quatre millions de francs français qu'il aurait offert à ce parti. Gustave Pordea dément. Plus tard, le journal français Le Matin de Paris est condamné plusieurs fois pour diffamation dans les années 1980 pour avoir relayé les affirmations d'Ion Mihai Pacepa, ancien no 2 de la Securitate exilé aux États-Unis en 1978, selon qui Gustave Pordea aurait été un agent du régime communiste de Roumanie et des services secrets roumains.
Il meurt le 12 août 2002 à Arcangues, en France.

## Distinctions
- Chevalier de l'Ordre souverain de Malte
- Médaille d'argent de la ville de Paris (1975).
- Lauréat de l'Académie de Lutèce, Paris (1971).

## Publications
- (ro) Organisme de securitate internațională. De la Societatea Națiunilor la Națiunile Unite, Cluj, 1946
- Aspects et problèmes de l'intégration européenne, Bellenand, 1951
- Fédéralisme et minorités en Europe orientale, A. Pedone, 1952
- (ro) Ardealul și Habsburgii, Carpații, 1952
- La Transylvanie, S.N., 1968
- Activité parlementaire 1984-1986. Europe orientale, relations Est-Ouest, URSS et anticommunisme, Albatros, 1986
- (ro) Noi aspecte în evoluția procesului de integrare europeană, Bucarest, Europa Nova, 1996
- Douze ouvrages principaux (Droit des gens, politique internationale, histoire diplomatique).
- Une vingtaine de conférences et de communications (Sorbonne, musée Rodin, palais de Justice de Paris, Athénée de Madrid, Légion royale britannique, Fondation européenne, Maison de l'Europe de Paris, etc.).
- Une cinquantaine d'études publiées.
- Plus de 150 articles (journaux et périodiques français, anglais, espagnols, italiens, hollandais, belges etc.).